# Буше, Даниэль
Даниэль Буше (фр. Daniel Boucher; род. 7 октября 1971, Монреаль, Квебек) — автор-исполнитель.
Многократный лауреат и номинант на премию Феликс. Характерной особенностью текстов его песен является нестандартная структура предложений, а также использование вымышленных слов, являющихся смешением французского языка, жуаля и иногда английского.

## Биография
С семи до четырнадцати лет Даниэль занимался классической музыкой, играл на скрипке. В восемнадцать поступил в Cégep (Колледж Общего и Профессионального Образования — переходная стадия между средней школой и университетом) по специальности «гражданское строительство». Во время обучения Даниэль купил себе гитару и выучил несколько песен «Битлз», открыл для себя Джимми Хендрикса, Робера Шарльбуа, Роллинг Стоунз. Именно это пробудило в нём интерес к рок-музыке, с которой он начал выступать по барам, собрав собственный коллектив. Он учился общению с публикой, играя чужие вещи по просьбе зрителей, и вскоре стал выступать на различных конкурсах, где можно предложить вниманию публики уже и свои сочинения. Не доучившись всего лишь один семестр до диплома, Даниэль бросил учёбу, чтобы вплотную заняться музыкой.
В течение нескольких следующих лет он переходил из одного коллектива в другой. Затем снова вернулся в Cégep, но на этот раз для того, чтобы усовершенствовать свою технику игры на гитаре. Даниэль продолжил сочинять собственные тексты и музыку и играть в барах, несмотря на то, что порой это было очень нелегко и для него, и для тех, кто его окружал.
К счастью, его усилия не прошли даром. В 1997 году Даниэль стал главным призёром Музыкального Фестиваля Petite Vallée в Гаспези. С песней «La Désise» он победил в номинации «автор-композитор-исполнитель», и получил приз Guitare Griffe и приз зрительских симпатий.
Такое признание привлекло к нему внимание СМИ и дало возможность поучаствовать в осенних встречах ROSEQ в Римуски, и в Coup de cœur francophone в Монктоне в ноябре 1997 г.
Головокружительный взлёт его карьеры начался в 1999-2002 годах, когда он продал 100 000 копий своего первого альбома «Dix mille matins». Даниэль и его команда дали тогда более двухсот концертов в Канаде, а также во Франции и Барселоне. После этого турне его песни начали звучать на всех радиостанция Квебека и Канады и занимали первые строчки хит-парадов.
Выпустив свой первый альбом, Даниэль получил широкую известность, успех, премии и награды. Он стал настоящим открытием для Квебека. Отличаясь непринуждённым поведением на сцене, неординарностью и умением входить в контакт со зрителем, он очень быстро стал любимцем публики.
С самого начала Даниэль показал свой оригинальный стиль как в сценических проявлениях, так и в работе в качестве автора-композитора-исполнителя, поражая публику, СМИ и всю музыкальную индустрию своей непосредственностью.
Среди других популярных квебекских исполнителей Буше выделяется уникальным артистизмом. Его творчество поражает разнообразием направлений, звучаний и неординарными текстами.
Уже после выхода первого альбома стало понятно, что творчество Даниэля Буше принесёт хорошие плоды, а исполнитель прочно укрепится на музыкальном рынке. Новатор и перфекционист, он был готов вновь и вновь удивлять публику.
Второй альбом Даниэля «La patente» показал, что музыкант не просто сумел сохранить свою индивидуальность, но и повысить профессиональный уровень. Критики очень лестно отзывались об этом альбоме. Психоделический завораживающий рок, сложные, полные смыслов и образов тексты и голос Даниэля очаровывают слушателя. И если первый свой диск сам артист называет «историей парня, который пытался быть счастливым», то второй описывает систему, в которой мы живем. Хотя там есть и очень личные композиции, например, «Petit miel», посвященная сыну.
В 2006 году Даниэль принимает участие в мюзикле «Дракула: Между любовью и смертью» и именно благодаря этому становится известен в России. Он убедительно сыграл роль Ренфилда — персонажа сложного и отчаявшегося. Актёрский опыт очень понравился Даниэлю, и в 2010 году он сыграл эпизодическую роль в комедийном боевике «Filière 13», а в 2011 вновь вернулся в мир мюзикла — на этот раз он исполнил роль Овилы Проново в фолк-опере «Les filles de Сaleb». Этот мюзикл создан на основе культовых романов квебекской писательницы Арлетт Кустюр, в которых рассказывается о судьбах женщин в трёх поколениях.
Между первым и вторым мюзиклом Даниэль тоже не сидел без дела. В 2007 году он выпустил два CD-DVD диска: это акустический «Chansonnier», куда вошла короткометражка «Hôtel», вдохновлённая одноимённой песней, и двухчасовой рок-концерт «La patente live».
Осенью 2008 года Даниэль представил публике свой третий альбом, который он называет очень личным. «Le soleil est sorti» — «Выглянуло солнце». Этот диск действительно наполнен солнцем и теплом. Альбом более лёгкий для восприятия, нежели «La patente», в нём появляются клавишные и труба, которые раньше не использовались Даниэлем, звучание инструментов ничем не обработано. На диске есть песни, которые удивляют непохожестью на обычный стиль Буше. И так же, как и предыдущие два альбома, «Le soleil est sorti» — искреннее и цельное произведение.

## Дискография
- 1999 Dix mille matins
- 2004 La patente
- 2007 La patente live
- 2007 Chansonnier
- 2008 Le soleil est sorti
- 2014 Toutte est temporaire